# Сировинна база для виробництва скла Закарпатської області
Сировинна база для виробництва скла Закарпатської області
В межах області існує сировинна база для виробництва тарного і прозорого скла. Для виготовлення тарного скла придатні ліпарити Хаєшського родовища (розробляється інститутом агропромислового виробництва) та доломіти Малоросошського родовища на Рахівщині (з 2001 р. розробку веде ВАТ Діловецький кар'єр "Трибушани"). 
Виготовлена дослідна партія якісних пляшок темнозеленого кольору.
Для виготовлення прозорого скла необхідно використовувати вторинні кварцити Берегівщини або білі кварцити Рахівщини.